# Erhart Mitzlaff
Erhart Mitzlaff (* 22. Oktober 1916 in Kiel; †  9. Juni 1991 in Bremen) war ein deutscher Maler, Grafiker und Architekt.

## Biografie
Seine Kindheit und Schulzeit verbrachter Mitzlaff in Mannheim, wo die Familie 1918 hinzog. Nach dem Schulbesuch studierte er an der Technischen Hochschule Stuttgart und von 1936 bis 1941 an der Universität Karlsruhe Architektur bei Otto Ernst Schweizer.
Als angestellter Architekt war er von 1944 bis 1950 bei Brown Boveri & Cie (ABB) in Mannheim unter Karl Wilhelm Ochs bei den Reichswerken Hermann Göring Salzgitter und beim Schünemann Verlag in Bremen beschäftigt (Wiederaufbau nach dem Krieg).
Seit 1940 wandte sich Erhart Mitzlaff der Bildenden Kunst zu. 1946 siedelte er nach Fischerhude um und heiratete 1947 Ruth Kalckbremner. Mitzlaffs Hauptwerke entstanden nach dem Zweiten Weltkrieg. Er nahm aktiv an der deutschen Friedensbewegung teil. Sein künstlerisches Lebenswerk manifestiert sich vor allem in einer ganzen Reihe von Glasfenstern, die  er teilweise für die von seinem Freund, dem Architekten Carsten Schröck in Bremen u. a. gebauten Kirchen.

## Preise
- 1960 Kunstpreis der Böttcherstraße, Bremen

## Kirchenfenster
- 1956: Zionskirche Bremen-Neustadt
- 1958: Auferstehungskirche Hastedt in Bremen
- 1959: Heliandkirche Dortmund
- 1962: St. Lukas-Kirche Bremen-Grolland
- 1963: Mathäuskirche  Bremen-Huchting
- 1967: St. Stephani Bremen-Mitte
- 1968: Martin-Luther-Kirche Hoya
- Kapelle der Hermannsburger Mission

## Ausstellungen
- 1947	Kunsthalle Mannheim gemeinsam mit Hans Meyboden
- 1948	Graphisches Kabinett, Bremen, gemeinsam mit Hans Meyboden
- 1948	Galerie Clasing, Münster (E)
- 1951	Kunsthalle Bremen (E)
- 1951	„Farbige Graphik“ (G) in 15 Museen der Bundesrepublik
- 1952  „Gegenstandslose Malerei in Deutschland“, Kunsthalle Mannheim
- 1953	Kunsthalle Bremen (E)
- 1953	Kunstverein Erlangen, „Erste Deutsche Schwarz-Weiß-Ausstellung“ (G)
- 1953	Kunstverein Recklinghausen „Westdeutsche Graphik“ (G)
- 1954	Karlsruhe, „Christliche Kunst heute“ (G)
- 1954	Kunstverein Hannover (G)
- 1955	Kunsthalle Bremen (E)
- 1955	Kaiserslautern, „Deutsche Graphik der Gegenwart“ (G)
- 1955	Kunstverein Frankfurt (G)
- 1955	Mannheimer Kunstverein (E)
- 1957	Galerie Insel Marl (E)
- 1960	Kunstverein Mannheim (E)
- 1962	„Preisträger der Böttcherstraße Heute“, Bremen (G)
- 1967	Volkshochschule Vegesack (E)
- 1968	Commerzbank Peine (E)
- 1969	Galerie 67, Münster (E)
- 1973	Kunsthalle Bremen, „Die Bilder“ (E)
- 1973	Mannheimer Vers. AG, „Panorama-Bilder von Mannheim“ (E)
- 1977	Gemeindezentrum Christuskirche, Bad Homburg (E)
- 1983	Kunsthalle Bremen, „Die Holzschnitte“ (E)
- 1983	Galerie Grosse, Frankfurt/Main (E)
- 1983	Studiengalerie Busse, Worpswede (E)
- 1986	Galerie Hajo Antpöhler, Bremen (E)
- 1986	Studiengalerie Busse, Worpswede (E)
- 1988	Studiengalerie Busse, Worpswede (E)
- 1989	Fischerhuder Kunstkreis e. V., Fischerhuder Galerie (E)
- 1990 Studiengalerie Busse, Worpswede (E)
- 1991	Galerie Nr.5, Friedrichstadt/Eider (E)
- 1992	Graphikangebot Müller, Galerie für zeitgenössische Kunst Großpösna/Leipzig (E)
- 1992	Studiengalerie Busse, Worpswede (E)
- 1993	Kunstzentrum Röperhof, Galerie-Verein Hamburg e. V. (E)
- 1993	Fischerhuder Kunstkreis e. V., „Portraits“ (G)
- 1994	Haus 44, Cuxhaven, (E)
- 1994	Rathaus Verden (E)
- 1995	Galerie im Steigenberger Hotel, Hamburg (E)
- 1995	Studiengalerie Busse, Worpswede (E)
- 1996	Graphikangebot Müller, Galerie für zeitgenössische Kunst, Großpösna/Leipzig (E)
- 1998	Galerie Farb und Ton, Bremen (E)
- 1998	Galerie in der Hinterstadt, Friedrichstadt/Eider (E)
- 1998	Stiftung Overbeck, Bremen/Vegesack, (E)
- 2001	St. Sephani-Kirche, Bremen (E)
- 2002    Stiftung Overbeck Bremen-Vegesack, (G)
- 2003    Kunstverein Fischerhude (G)
- 2003    Fischerhuder Galerie (G)
- 2004    Fischerhuder Kunstverein (G)
- 2004    Galerie in der Hinterstadt (G) Friedrichstadt (E)
- 2006    Kunstverein Fischerhude (E)
- 2010    Kreissparkasse Verden (G)
- 2011    Kunstverein Fischerhude (G)
- 2012    Kunsthaus Müller Wurzbach Thüringen (E)

 E = Einzelausstellung . G = Gemeinschaftsausstellung